# 金剛 (プロレス)
金剛（こんごう）は、日本のプロレス団体・プロレスリング・ノアにて活動していた反体制ユニット。2019年5月4日結成、2023年6月24日解散。

## 略歴
2019年
- 4月30日、ノア・横浜文化体育館大会で当時「海王」としてタッグを組んでいた清宮海斗に拳王が反発し、完全決別した。
- 5月4日、拳王、マサ北宮、小峠篤司、稲村愛輝で反骨集団「金剛」を結成。
- 7月27日、小峠篤司がジュニアヘビー級への回帰とチーム脱退を宣言。
- 12月14日、初の軍団興行でHi69が仁王に、2AWを退団した佐藤悠己が覇王と改名し、新加入。

2020年
- 4月19日、事前に予告されていた正体不明の新メンバー「X」として、征矢学が登場。
- 8月22日、新木場大会（昼の部）にてタダスケが原田大輔らを裏切り、加入。
- 8月28日、カルッツかわさき大会で中嶋勝彦が潮崎豪を裏切り加入。
- 10月28日、稲村が金剛を脱退。

2021年
- 5月31日、後楽園ホール大会で連係の誤爆により北宮が中嶋に決別のサイトー・スープレックスを放ち、金剛を脱退。
- 7月23日、後楽園ホール大会で、ジュニアの戦力補強として亜烈破が加入。

2022年
- 1月8日、新日本プロレス横浜アリーナ大会にて「ロス・インゴベルナブレス・デ・ハポン」と対抗戦を行う。
- 1月16日、仙台サンプラザホール大会で覇王が金剛を脱退し、正規軍に加入する[1]。
- 1月22日、エディオンアリーナ大阪第2競技場大会にて船木誠勝がM's allianceを脱退し加入[2]。
- 2月17日、横浜ラジアントホール大会にて大原はじめが加入。
- 2月25日、横浜ラジアントホール大会にて試合後、亜烈破がタダスケを攻撃したことで混戦となり、タダスケが亜烈破のマスクを剥いで持ち去り追放を宣告。亜烈破はアレハンドロに戻り正規軍へ。
- 4月29日、両国国技館大会にて、近藤修司が共闘参戦、以降は金剛として不定期参戦。また、仁王と覇王が敗者リングネーム剥奪＆髪切りマッチを行い、仁王が敗戦。リングネームをHi69に戻した。
- 8月5日、近藤修司が9年振りにHAYATAの持つGHCジュニア王座に挑戦したが敗戦。

2023年
- 3月19日、横浜武道館大会にてタダスケが正規軍のYO-HEYと結託し離反、二人はGood Looking Guys（GLG）へ加入した。
- 3月21日、全日本プロレスの大田区総合体育館大会にて、拳王&征矢が青柳優馬&野村直矢を下し世界タッグ王座を奪取。
- 4月5日、DRAGON GATE新宿FACE大会にて、拳王&近藤がKzy&BIGBOSS清水を下しオープン・ザ・ツインゲート王座を奪取。拳王はタッグ2冠王となる。
- 5月4日、両国国技館大会にて中嶋が潮崎を下した直後、潮崎との共闘及び金剛からの脱退を宣言。
- 5月31日、新宿フェイス大会にて試合終了後、Hi69がリング上で金剛から脱退を宣言。6月10日、横浜ラジアント大会にて拳王とHi69が一騎打ちを行い、勝利した拳王はマイクでHi69を送り出した。
- 6月24日、徳島市立体育館大会（拳王Debut 15th ANNIVERSARY大会）のメインイベント終了後、拳王が「安定望めば、進化なし」と切り出した後、リング上で解散を宣言した[3]。4年間の活動に突如終止符が打たれた。

## 解散時メンバー
| 拳王       | （2019年5月4日〜解散）  |  | リーダー、初期メンバー |
|            |                         |  |                        |
| 征矢学     | （2020年4月19日〜解散） |  |                        |
| 船木誠勝   | （2022年1月22日〜解散） |  | フリーランス           |
| 大原はじめ | （2022年2月17日〜解散） |  |                        |
| 近藤修司   | （2022年4月29日〜解散） |  | フリーランス           |

## 元メンバー
| 小峠篤司 | （2019年5月4日〜2019年7月27日）   | 初期メンバー、正規軍へ合流   |
| 稲村愛輝 | （2019年5月4日〜2020年10月28日）  | 初期メンバー、正規軍へ合流   |
| マサ北宮 | （2019年5月4日〜2021年5月31日）   | 初期メンバー、正規軍へ合流   |
| 覇王     | （2019年12月14日〜2022年1月16日） | 正規軍へ合流                 |
| 亜烈破   | （2021年7月23日〜2022年2月25日）  | 正規軍へ合流                 |
| タダスケ | （2020年8月22日～2023年3月19日）  | GLGへ合流                    |
| 中嶋勝彦 | （2020年8月28日〜2023年5月4日）   | 正規軍へ合流、潮崎豪との共闘 |
| Hi69     | （2019年12月14日～2023年5月31日） |                              |

## タイトル歴
GHCヘビー級王座
- 中嶋勝彦：1回（第36代）
- 拳王：1回（第40代）

GHCナショナル王座
- 拳王：2回（第3代・7代）
- 船木誠勝：1回（第8代）

GHCタッグ王座
- 中嶋勝彦&マサ北宮：1回（第55代）

GHCジュニアヘビー級タッグ王座
- 近藤修司&大原はじめ：1回（第52代）

世界タッグ王座
- 拳王&征矢学：1回（第95代）

オープン・ザ・ツインゲート王座
- 拳王&近藤修司：1回（第62代）

N-1 VICTORY 優勝
- 拳王：1回（2019年）
- 中嶋勝彦：2回（2020、2021年）

NOAH Jr. TEAM GAME 4vs4 イリミネーショントーナメント 優勝
- 仁王、覇王、タダスケ、亜烈破（2021年）

## エピソード
- メンバーの半分がヒールレスラーであるからかファンからはヒールユニットと間違われることがある（拳王、中嶋勝彦、タダスケ等）。
- チーム全体としては「敗者は多く語らない」「試合内容で語る」ことをコンセプトとしているが[4]、新日本プロレスとの対抗戦ではスポーツ報知の記者から伝わり辛い、言葉力の欠如と批判を受けた[5]。これに対して拳王はTwitter、週刊プロレスの連載コラムなどで返答した。

## 自主興行
- 自主興行開催を発表後、完売できなければ「金剛解散」「拳王引退」が条件として発表されたが、前売り券完売となり達成された。
- 拳王の入場曲「失恋モッシュ」を歌うGARLICBOYSのボーカルPETAが来場し生歌を披露した。
- 新メンバー「X」として覇王、仁王が初登場した。
- 完売したことでYouTubeLiveで無料生配信された。

### 試合結果
| 第1試合                 |                                           |                         |
| ×稲村愛輝               | 13分16秒 ジャーマンスープレックスホールド | 関本大介○               |
| 第2試合                 |                                           |                         |
| ○拳王 マサ北宮          | 11分49秒 P.F.S                            | 齋藤彰俊 井上雅央×      |
| 第3試合                 |                                           |                         |
| ○覇王 仁王              | 10分42秒 ファイヤーバードスプラッシュ     | 宮脇純太 諸橋晴也×      |
| 第4試合                 |                                           |                         |
| 拳王 マサ北宮 ×稲村愛輝 | 20分48秒 オリンピック予選スラム           | 杉浦貴○ 清宮海斗 潮崎豪 |

- 新型コロナウイルス感染防止のため入場制限が設けられた。

| 第1試合   |                                         |           |
| ×仁王     | 15分31秒 首固め                         | 獅龍○     |
| 第2試合   |                                         |           |
| ×稲村愛輝 | 13分14秒 顔面へのランニングローキック   | 望月成晃○ |
| 第3試合   |                                         |           |
| ×征矢学   | 20分48秒 顔面蹴り                       | 谷口周平○ |
| 第4試合   |                                         |           |
| ○マサ北宮 | 14分11秒 サイトースープレックス         | 稲葉大樹× |
| 第5試合   |                                         |           |
| ○拳王     | 20分00秒 ドラゴンスープレックスホールド | 覇王×     |